# Rui Tokisaki
Rui Tokisaki (født 30. oktober 1982) er en tidligere japansk fodboldspiller.
Han har spillet for flere forskellige klubber i sin karriere, herunder Fukushima United FC.